# Первомайский (Эртильский район)
Первомайский — поселок в Эртильском районе Воронежской области России.
Административный центр Первомайского сельского поселения.

## География

### Улицы
| - ул. 8 Марта - ул. Беговая - ул. Дорожная - ул. Манежная - ул. Молодежная - ул. Первомайская - ул. Садовая - ул. Советская - ул. Строителей - ул. Цветочная - ул. Школьная | - пер. Больничный - пер. Зеленый - пер. Мира - пер. Моравский - пер. Одесский - пер. Совхозный - пер. Станичный - пер. Труда - пер. Южный |

## Население
| 2000 | 2002  | 2010 |
| ---- | ----- | ---- |
| 1290 | ↘1039 | ↘880 |

## Инфраструктура
В поселке имеются:
- Многофункциональный центр, улица Советская, 1.
- Сельское отделение почтовой связи, площадь Памяти, 4.